# Grand Prix automobile de Belgique 1950
GP précédent GP suivant
Le Grand Prix automobile de Belgique 1950 (XIIe Grand Prix automobile de Belgique / XII Grote Prijs van Belgie), disputé le 18 juin 1950 sur le circuit de Spa-Francorchamps, est la cinquième épreuve du championnat du monde de Formule 1.

## Contexte avant le Grand Prix

### Le championnat du monde
Cette cinquième épreuve du championnat va se disputer deux semaines après le Grand Prix de Suisse, qui a été le théâtre d'une domination des pilotes Alfa Romeo. Avec dix-huit points et deux victoires à son actif, Giuseppe Farina est en tête du classement provisoire, devant ses coéquipiers Luigi Fagioli (douze points, deux secondes places) et Juan Manuel Fangio (neuf points et une victoire). Hormis les 500 miles d'Indianapolis réservés aux Racers américains, les trois autres épreuves du championnat ont toutes été remportées par les célèbres Alfetta.

### Le circuit
Conçu en 1921 et situé en Ardenne, au sud de la ville thermale de Spa, ce circuit accueille le Grand Prix de Belgique depuis 1925. Utilisant les routes reliant Francorchamps, Malmédy et Stavelot, c'est un tracé très rapide et très accidenté.
Par rapport à l'année précédente, la piste a été élargie, de nombreux arbres ont été abattus et une large courbe remplace l'épingle de Stavelot. On s'attend à des moyennes au tour dépassant les 180 km/h.

## Monoplaces en lice
- Alfa Romeo 158 "Usine"

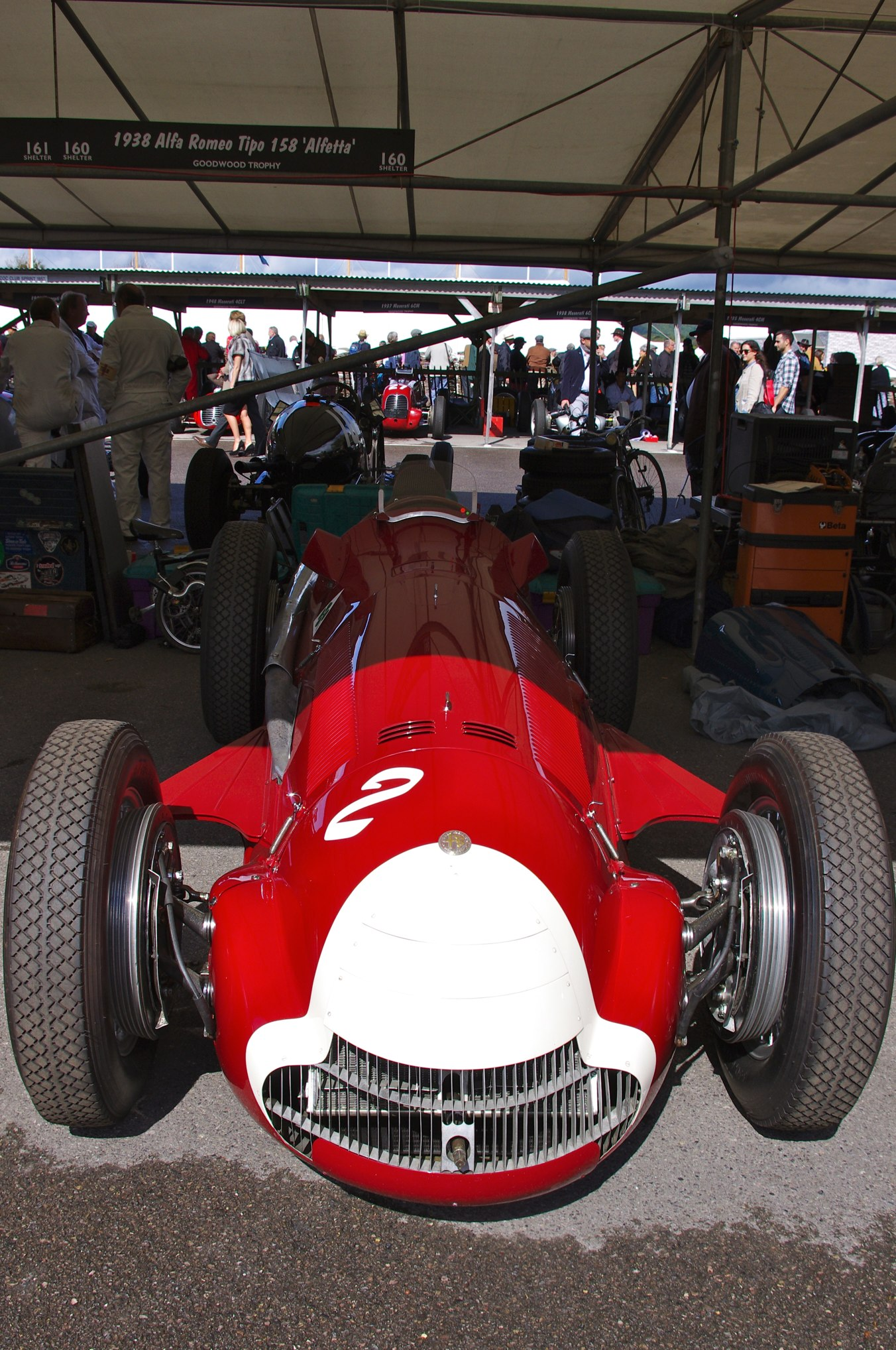
Conçue avant guerre, l'Alfetta continue néanmoins à dominer les Grands-Prix.

Pas de changement notable pour l'écurie milanaise depuis le Grand Prix de Suisse, on retrouve ici les dominatrices Alfetta aux mains de leurs pilotes attitrés Giuseppe Farina, Juan Manuel Fangio et Luigi Fagioli.
- Ferrari 125 F1 et 275 F1 "Usine"

Aux côtés de Luigi Villoresi sur son habituelle 125 F1 à compresseur, la Scuderia Ferrari fait débuter ici la toute première F1 de la marque à moteur atmosphérique, aux mains d'Alberto Ascari. Il ne s'agit encore que d'un modèle intermédiaire : le nouveau moteur n'est pas encore aux cotes maximales (il s'agit ici d'une version dérivée du modèle Sport 275S), sa cylindrée est de 3,3 litres (275 cm3 par cylindre, d'où l'appellation 275 F1). D'aspect extérieur, cette monoplace est très proche de la 125 dont elle emprunte le châssis, hormis la prise d'air sur le capot moteur et les sorties latérales d'échappement. La puissance n'est encore que de 300 chevaux à 7 300 tr/min (soit l'équivalent de la version à compresseur), mais sa consommation moindre lui permettra de n'effectuer qu'un seul ravitaillement en course au lieu de deux. 
- Talbot-Lago T26C "Usine"

La marque de Suresnes engage officiellement trois voitures à double allumage, pour Louis Rosier (vainqueur ici même l'an passé), Yves Giraud-Cabantous et Philippe Étancelin, ce dernier faisant partie de l'équipe d'usine en remplacement d'Eugène Martin, sérieusement blessé lors de l'épreuve précédente à Bremgarten. Quatre versions à simple allumage sont engagées par des écuries privées, la plus affûtée étant celle de Raymond Sommer, habituellement très performant sur ce circuit. Malgré les cinq cents kilomètres de l'épreuve, ces voitures n'effectueront aucun ravitaillement en course.
- Maserati

Fait marquant, l'usine n'est pas présente, et aucune Maserati 4CLT-48 n'est inscrite. Seul Toni Branca représente la marque, à titre privé, au volant d'une antique 4CL.
- Alta

Geoff Crossley a engagé à titre privé son Alta GP2.

## Coureurs inscrits
| no | Pilote                | Écurie                        | Constructeur | Modèle              | N° châssis    | Moteur         | Pneumatiques |
| -- | --------------------- | ----------------------------- | ------------ | ------------------- | ------------- | -------------- | ------------ |
| 2  | Luigi Villoresi       | Scuderia Ferrari              | Ferrari      | Ferrari 125         | 125C-02 (16C) | Ferrari V12s   | P            |
| 4  | Alberto Ascari        | Scuderia Ferrari              | Ferrari      | Ferrari 275         | 14C           | Ferrari V12    | P            |
| 6  | Raymond Sommer        | Privé                         | Talbot-Lago  | Talbot-Lago T26C    | 110 009       | Talbot L6      | D            |
| 8  | Giuseppe Farina       | Alfa Romeo SpA                | Alfa Romeo   | Alfa Romeo 158      | 110           | Alfa Romeo L8s | P            |
| 10 | Juan Manuel Fangio    | Alfa Romeo SpA                | Alfa Romeo   | Alfa Romeo 158      | 114           | Alfa Romeo L8s | P            |
| 12 | Luigi Fagioli         | Alfa Romeo SpA                | Alfa Romeo   | Alfa Romeo 158      | 112           | Alfa Romeo L8s | P            |
| 14 | Louis Rosier          | Automobiles Talbot-Darracq SA | Talbot-Lago  | Talbot-Lago T26C-DA | 110 051       | Talbot L6      | D            |
| 16 | Philippe Étancelin    | Automobiles Talbot-Darracq SA | Talbot-Lago  | Talbot-Lago T26C-DA | 110 054       | Talbot L6      | D            |
| 18 | Yves Giraud Cabantous | Automobiles Talbot-Darracq SA | Talbot-Lago  | Talbot-Lago T26C-DA | 110 052       | Talbot L6      | D            |
| 20 | Eugène Chaboud        | Ecurie Lutetia                | Talbot-Lago  | Talbot-Lago T26C    | 110 053       | Talbot L6      | D            |
| 22 | Pierre Levegh         | Privé                         | Talbot-Lago  | Talbot-Lago T26C    | 110 005       | Talbot L6      | D            |
| 24 | Johnny Claes          | Écurie Belge                  | Talbot-Lago  | Talbot-Lago T26C    | 110 011       | Talbot L6      | D            |
| 26 | Geoff Crossley        | Privé                         | Alta         | Alta GP2            | n°2           | Alta L4s       | D            |
| 30 | Toni Branca           | Privé                         | Maserati     | Maserati 4CL        | 1582          | Maserati L4s   | P            |

## Qualifications
Les essais qualificatifs débutent le jeudi 15 juin. Une nouvelle fois, les Alfa Romeo sont de loin les plus rapides, Giuseppe Farina dépassant les 177 km/h de moyenne au cours de cette première journée. Le lendemain, il établit un temps de 4 minutes et 37 secondes qui lui vaut la pole position, à la moyenne de 183,5 km/h. Juan Manuel Fangio réalise peu après un temps identique, tandis que Luigi Fagioli est un peu en retrait, à quatre secondes de ses coéquipiers, ce qui lui vaut néanmoins une place en première ligne. Derrière les Alfetta, Luigi Villoresi, sur sa Ferrari 125 à compresseur, est à dix secondes de la pole. À noter la belle performance de Raymond Sommer sur Talbot, qui effectue le même temps que Villoresi et partira également de la deuxième ligne, avec toutefois l'avantage de ne pas devoir ravitailler en course tandis que les voitures qui le précèdent devront s'arrêter deux fois.
La nouvelle Ferrari à moteur atmosphérique déçoit. À son volant, Alberto Ascari ne réalise que le septième temps, à douze secondes de Farina et Fangio. Il s'agit certes d'un modèle intermédiaire, le moteur n'étant pas encore aux cotes maximales, mais la 275 F1 s'est montrée plus lente que l'ancienne 125 à compresseur (de puissance équivalente) et que les meilleures Talbot pourtant de conception plus ancienne.
Seul pilote belge engagé, Johnny Claes ne participe pas aux trois journées d'essais : le camion transporteur étant tombé en panne dans le nord de la France, Claes perd le samedi à récupérer sa Talbot et à l'amener au circuit par la route. La nuit du samedi au dimanche est consacrée au montage d'une nouvelle culasse, le pilote est autorisé à effectuer quelques tours le dimanche matin pour roder son moteur et à prendre le départ de la course en dernière position.

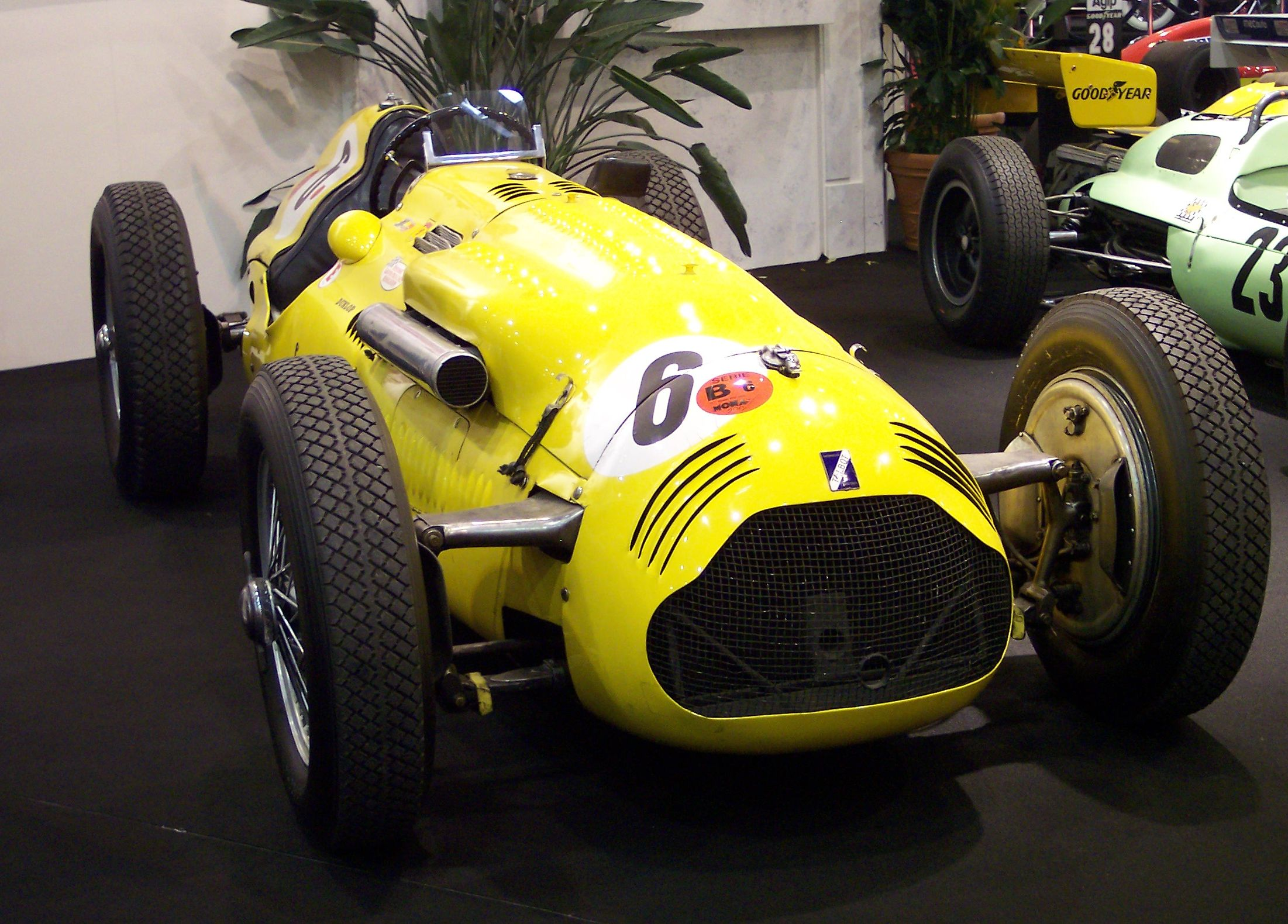
La Talbot de l'Écurie Belge, pilotée par Johnny Claes, n'a pu participer aux qualifications et s'élancera de la dernière ligne.

| Pos. | no | Pilote                | Écurie      | Temps        | Écart        |
| ---- | -- | --------------------- | ----------- | ------------ | ------------ |
| 1    | 8  | Nino Farina           | Alfa Romeo  | 4 min 37 s   |              |
| 2    | 10 | Juan Manuel Fangio    | Alfa Romeo  | 4 min 37 s   | + 0 s        |
| 3    | 12 | Luigi Fagioli         | Alfa Romeo  | 4 min 41 s   | + 4 s        |
| 4    | 2  | Luigi Villoresi       | Ferrari     | 4 min 47 s   | + 10 s       |
| 5    | 6  | Raymond Sommer        | Talbot-Lago | 4 min 47 s   | + 10 s       |
| 6    | 16 | Philippe Étancelin    | Talbot-Lago | 4 min 48 s   | + 11 s       |
| 7    | 4  | Alberto Ascari        | Ferrari     | 4 min 49 s   | + 12 s       |
| 8    | 14 | Louis Rosier          | Talbot-Lago | 4 min 49 s   | + 12 s       |
| 9    | 18 | Yves Giraud Cabantous | Talbot-Lago | 4 min 56 s   | + 19 s       |
| 10   | 22 | Pierre Levegh         | Talbot-Lago | 5 min 01 s   | + 24 s       |
| 11   | 20 | Eugène Chaboud        | Talbot-Lago | 5 min 13 s   | + 36 s       |
| 12   | 26 | Geoff Crossley        | Alta        | 5 min 44 s   | + 1 min 07 s |
| 13   | 30 | Toni Branca           | Maserati    | 5 min 45 s   | + 1 min 08 s |
| 14   | 24 | Johnny Claes          | Talbot-Lago | Pas de temps | -            |

## Grille de départ du Grand Prix
| 1re ligne | Pos. 1                           |                                  | Pos. 2                       |                               | Pos. 3                         |
|           | Farina Alfa Romeo 4 min 37 s     |                                  | Fangio Alfa Romeo 4 min 37 s |                               | Fagioli Alfa Romeo 4 min 41 s  |
| 2e ligne  |                                  | Pos. 4                           |                              | Pos. 5                        |                                |
|           |                                  | Villoresi Ferrari 4 min 47 s     |                              | Sommer Talbot-Lago 4 min 47 s |                                |
| 3e ligne  | Pos. 6                           |                                  | Pos. 7                       |                               | Pos. 8                         |
|           | Étancelin Talbot-Lago 4 min 48 s |                                  | Ascari Ferrari 4 min 49 s    |                               | Rosier Talbot-Lago 4 min 49 s  |
| 4e ligne  |                                  | Pos. 9                           |                              | Pos. 10                       |                                |
|           |                                  | Giraud-C. Talbot-Lago 4 min 56 s |                              | Levegh Talbot-Lago 5 min 01 s |                                |
| 5e ligne  | Pos. 13                          |                                  | Pos. 12                      |                               | Pos. 11                        |
|           | Branca Maserati 5 min 45 s       |                                  | Crossley Alta 5 min 44 s     |                               | Chaboud Talbot-Lago 5 min 13 s |
| 6e ligne  |                                  | Pos. 14                          |                              |                               |                                |
|           |                                  | Claes Talbot-Lago -              |                              |                               |                                |

- Remarque : sur la cinquième ligne, l'ordre des pilotes a été inversé

## Déroulement de la course
La longueur de l'épreuve étant de près de cinq cents kilomètres, les Alfa Romeo et la Ferrari de Luigi Villoresi devront ravitailler deux fois en carburant, la nouvelle Ferrari d'Alberto Ascari, à moteur atmosphérique, une fois seulement. Les Talbot, quant à elles, pourront effectuer la distance sans refaire le plein. Temps chaud et ensoleillé au départ.
Juan Manuel Fangio (Alfa Romeo) prend le meilleur départ devant son coéquipier Giuseppe Farina et un étonnant Raymond Sommer (Talbot), jailli de la deuxième ligne. Malgré une voiture moins puissante que les bolides italiens, il parvient un temps à maintenir cette position, mais se fait finalement passer par Villoresi, Fagioli et Ascari avant la fin du premier tour. Lors du second tour, Fagioli prend le meilleur sur Villoresi, tandis qu'Ascari est ralenti par une roue défectueuse (perte des rayons) et va devoir s'arrêter pour la remplacer.
En tête, les trois Alfetta prennent rapidement le large, Farina dépassant Fangio lors du septième tour. La course semble sombrer dans la monotonie, mais Sommer, qui s'est maintenu en cinquième position derrière les Alfa et la Ferrari de Villoresi, parvient à prendre la tête après la première vague de ravitaillement des voitures à compresseur, échelonnée du onzième au treizième tour. Le pilote français, au prix d'une grosse attaque, parvient à se maintenir cinq tours en tête avant de se faire dépasser par Farina et Fangio. Il garde néanmoins toutes ses chances, les pilotes Alfa devant encore s'arrêter une fois pour ravitailler. Malheureusement pour lui, le moteur de la Talbot explose à la fin du vingtième tour, et Sommer se retire sous les acclamations du public enthousiasmé par sa performance.
Dès lors les Alfa Romeo, emmenées par Fangio, ont course gagnée et peuvent effectuer leur second ravitaillement en toute sérénité, d'autant que, sur la meilleure des Talbot restantes, Louis Rosier est ralenti par des problèmes de boîte de vitesses. Au vingt-deuxième tour, dans la descente de Masta, Fagioli, à la poursuite de ses coéquipiers, a été chronométré à la vitesse époustouflante de 323,272 km/h. Toutefois, à la fin du trente-deuxième tour, Farina arrive au ralenti à son stand. Victime de problèmes de transmission, il est renvoyé en piste avec injonction formelle de ne pas dépasser les 100 km/h. Finalement, c'est un nouveau doublé pour Alfa Romeo, Fangio remporte sa deuxième victoire en championnat, devant Fagioli et Rosier qui s'est emparé de la troisième place au cours de l'avant-dernier tour. Malgré trois derniers tours au ralenti, Farina parvient à terminer quatrième, et préserve sa première place au classement des pilotes. 

### Classements intermédiaires
Classements intermédiaires des monoplaces aux premier, deuxième, septième, quinzième et vingtième tours.

### Classement de la course
| Pos. | no | Pilote                | Voiture            | Tours | Distance   | Temps/Abandon                  | Grille | Points |
| ---- | -- | --------------------- | ------------------ | ----- | ---------- | ------------------------------ | ------ | ------ |
| 1    | 10 | Juan Manuel Fangio    | Alfa Romeo         | 35    | 494,200 km | 2 h 47 min 26 s                | 2      | 8      |
| 2    | 12 | Luigi Fagioli         | Alfa Romeo         | 35    | 494,200 km | 2 h 47 min 40 s (+ 14 s)       | 3      | 6      |
| 3    | 14 | Louis Rosier          | Talbot-Lago-Talbot | 35    | 494,200 km | 2 h 49 min 45 s (+ 2 min 19 s) | 8      | 4      |
| 4    | 8  | Giuseppe Farina       | Alfa Romeo         | 35    | 494,200 km | 2 h 51 min 31 s (+ 4 min 05 s) | 1      | 4      |
| 5    | 4  | Alberto Ascari        | Ferrari            | 34    | 480,080 km | 2 h 49 min 09 s (+ 1 tour)     | 7      | 2      |
| 6    | 2  | Luigi Villoresi       | Ferrari            | 33    | 465,960 km | 2 h 49 min 43 s (+ 2 tours)    | 4      |        |
| 7    | 22 | Pierre Levegh         | Talbot-Lago-Talbot | 33    | 465,960 km | 2 h 51 min 35 s (+ 2 tours)    | 10     |        |
| 8    | 24 | Johnny Claes          | Talbot-Lago-Talbot | 32    | 451,840 km | 2 h 52 min 06 s (+ 3 tours)    | 14     |        |
| 9    | 26 | Geoff Crossley        | Alta               | 30    | 423,600 km | 2 h 47 min 56 s (+ 5 tours)    | 12     |        |
| 10   | 30 | Toni Branca           | Maserati           | 29    | 409,480 km | 2 h 47 min 59 s (+ 6 tours)    | 11     |        |
| Abd. | 20 | Eugène Chaboud        | Talbot-Lago-Talbot | 22    | 310,640 km | Pression d'huile               | 13     |        |
| Abd. | 6  | Raymond Sommer        | Talbot-Lago-Talbot | 20    | 282,400 km | Pression d'huile               | 5      |        |
| Abd. | 16 | Philippe Étancelin    | Talbot-Lago-Talbot | 15    | 211,800 km | Surchauffe moteur              | 6      |        |
| Abd. | 18 | Yves Giraud Cabantous | Talbot-Lago-Talbot | 2     | 28,240 km  | Durite d'huile                 | 9      |        |

- Légende: Abd.=Abandon

### Pole position et record du tour
- Pole position :  Giuseppe Farina en 4 min 37 s (vitesse moyenne : 183,509 km/h). Temps réalisé lors de la deuxième journée d'essais. (Juan Manuel Fangio a réalisé un temps identique lors de cette même séance[4]).
- Meilleur tour en course :  Giuseppe Farina en 4 min 34 s 1 (vitesse moyenne : 185,451 km/h) au dix-huitième tour.

### Tours en tête
- Juan Manuel Fangio : 22 tours (1-6 / 20-35)
- Giuseppe Farina : 7 tours (7-11 / 18-19)
- Luigi Fagioli : 1 tour (12)
- Raymond Sommer : 5 tours (13-17)

## Classement général à l'issue de la course
| Pos. | Pilote                | Écurie       | Points | GBR | MON | 500 | SUI | BEL | FRA | ITA |
| ---- | --------------------- | ------------ | ------ | --- | --- | --- | --- | --- | --- | --- |
| 1    | Giuseppe Farina       | Alfa Romeo   | 22     | 9*  | -   | -   | 9*  | 4*  |     |     |
| 2    | Luigi Fagioli         | Alfa Romeo   | 18     | 6   | -   | -   | 6   | 6   |     |     |
| 3    | Juan Manuel Fangio    | Alfa Romeo   | 17     | -   | 9*  | -   | -   | 8   |     |     |
| 4    | Louis Rosier          | Talbot-Lago  | 10     | 2   | -   | -   | 4   | 4   |     |     |
| 5    | Johnnie Parsons       | Kurtis Kraft | 9      | -   | -   | 9*  | -   | -   |     |     |
| 6    | Alberto Ascari        | Ferrari      | 8      | -   | 6   | -   | -   | 2   |     |     |
| 7    | Bill Holland          | Deidt        | 6      | -   | -   | 6   | -   | -   |     |     |
| 8    | Prince Bira           | Maserati     | 5      | -   | 2   | -   | 3   | -   |     |     |
| 9    | Reg Parnell           | Alfa Romeo   | 4      | 4   | -   | -   | -   | -   |     |     |
|      | Louis Chiron          | Maserati     | 4      | -   | 4   | -   | -   | -   |     |     |
|      | Mauri Rose            | Deidt        | 4      | -   | -   | 4   | -   | -   |     |     |
| 12   | Yves Giraud-Cabantous | Talbot-Lago  | 3      | 3   | -   | -   | -   | -   |     |     |
|      | Raymond Sommer        | Ferrari      | 3      | -   | 3   | -   | -   | -   |     |     |
|      | Cecil Green           | Kurtis Kraft | 3      | -   | -   | 3   | -   | -   |     |     |
| 15   | Felice Bonetto        | Maserati     | 2      | -   | -   | -   | 2   | -   |     |     |
| 16   | Joie Chitwood         | Kurtis Kraft | 1      | -   | -   | 1   | -   | -   |     |     |
|      | Tony Bettenhausen     | Kurtis Kraft | 1      | -   | -   | 1   | -   | -   |     |     |

- attribution des points : 8, 6, 4, 3, 2 respectivement aux cinq premiers de chaque épreuve et 1 point supplémentaire pour le pilote ayant accompli le meilleur tour en course (signalé par un astérisque)
- Le règlement permet aux pilotes de se relayer sur une même voiture, les points éventuellement acquis étant alors partagés. Joie Chitwood et Tony Bettenhausen marquent chacun un point pour leur cinquième place à Indianapolis.

## À noter
- 2e victoire en championnat du monde pour Juan Manuel Fangio.
- 4e victoire en championnat du monde pour Alfa Romeo en tant que constructeur.
- 4e victoire en championnat du monde pour Alfa Romeo en tant que motoriste.